# Färöischer Fußballpokal der Frauen 2011
Der Färöische Fußballpokal der Frauen 2011 fand zwischen dem 21. April und 4. August 2011 statt und wurde zum 22. Mal ausgespielt. Im Endspiel, welches im Stadion Við Djúpumýrar in Klaksvík ausgetragen wurde, siegte Titelverteidiger KÍ Klaksvík mit 1:0 gegen AB Argir.
KÍ Klaksvík und AB Argir belegten in der Meisterschaft die Plätze eins und zwei, dadurch erreichte KÍ Klaksvík das Double. Für KÍ Klaksvík war es der neunte Sieg bei der 15. Finalteilnahme, für AB Argir die zweite Niederlage bei der dritten Finalteilnahme.

## Teilnehmer
Teilnahmeberechtigt waren folgende zwölf A-Mannschaften der ersten und zweiten Liga:
| 1. Deild                                                             | 2. Deild                                                                          |
| AB Argir B36 Tórshavn HB Tórshavn KÍ Klaksvík Skála ÍF Víkingur Gøta | B68 Toftir/NSÍ Runavík EB/Streymur FC Suðuroy FF Giza ÍF Fuglafjørður MB Miðvágur |

## Modus
Die vier besten Mannschaften der 1. Deild 2010 waren für das Viertelfinale gesetzt. Die verbliebenen Mannschaften spielten in einer Runde die restlichen vier Teilnehmer aus. Alle Runden wurden im K.-o.-System ausgetragen.

## Qualifikationsrunde
Die Partien der Qualifikationsrunde fanden am 21. April statt.
|                 | Ergebnis  |                        |
| --------------- | --------- | ---------------------- |
| FC Suðuroy      | 4:2 (2:1) | EB/Streymur            |
| FF Giza         | 1 w/o 1   | Víkingur Gøta          |
| ÍF Fuglafjørður | 1:5 (1:3) | HB Tórshavn            |
| MB Miðvágur     | 0:5 (0:2) | B68 Toftir/NSÍ Runavík |

## Viertelfinale
Die Viertelfinalpartien fanden am 11. Mai statt.
|                        | Ergebnis  |               |
| ---------------------- | --------- | ------------- |
| B36 Tórshavn           | 0:2 (0:1) | KÍ Klaksvík   |
| B68 Toftir/NSÍ Runavík | 0:1 (0:1) | Skála ÍF      |
| FC Suðuroy             | 0:5 (0:1) | AB Argir      |
| HB Tórshavn            | 1:6 (0:3) | Víkingur Gøta |

## Halbfinale
Die Hinspiele im Halbfinale fanden am 2. Juni statt, die Rückspiele am 13. Juni.
|               | Gesamt |             | Hinspiel   | Rückspiel |
| ------------- | ------ | ----------- | ---------- | --------- |
| Skála ÍF      | 0:3    | AB Argir    | 0:2 (0:1)  | 0:1 (0:0) |
| Víkingur Gøta | 03:18  | KÍ Klaksvík | 0:12 (0:6) | 3:6 (0:1) |

## Finale
Das Spiel sollte ursprünglich am 2. Juli ausgetragen werden, wurde jedoch auf den 4. August verschoben.
| Paarung          | KÍ Klaksvík – AB Argir |
| Ergebnis         | 1:0 (1:0) |
| Datum            | 4. August 2011 |
| Stadion          | Við Djúpumýrar, Klaksvík |
| Zuschauer        | 817 |
| Schiedsrichterin | Birgir Sondum (Tórshavn) |
| Tore             | 1:0 Maria K. Thomsen (1.) |
| KÍ Klaksvík      | Randi Wardum – Paula Mikkelsen, Bára S. Klakstein – Ása K. Thomsen (68. Tove Sólheyg), Maria K. Thomsen, Elsa Maria Simonsen, Eyðvør Klakstein, Rannvá B. Andreasen, Una Joensen – Malena Josephsen , Sigrid Jacobsen Cheftrainer: Erik Ernesto Nielsen ( Argentinien)                                              |
| AB Argir         | Simona Heinesen – Liljan av Fløtum Petersen, Anna A. Brimnes – Gunn Sloan Müller (82. Rakul Jógvansdóttir), Silja á Borg Færø, Asta E. Magnussen, Doris í Garði Olafsdóttir, Anja R. Joensen, Hellen Simonsen – Ásleyg Súnadóttir, Mona Breckman (84. Elin Maria Isaksen) Cheftrainer: Lennard Petersen ( Dänemark) |
| Gelbe Karten     | Rannvá B. Andreasen – Anja R. Joensen, Doris í Garði Olafsdóttir |

## Torschützenliste
Bei gleicher Anzahl von Treffern sind die Spielerinnen nach dem Nachnamen alphabetisch geordnet.
| Platz | Spieler              | Verein        | Tore |
| ----- | -------------------- | ------------- | ---- |
| 1     | Maria K. Thomsen     | KÍ Klaksvík   | 07   |
| 2     | Eyðvør Klakstein     | KÍ Klaksvík   | 06   |
| 3     | Rannvá B. Andreasen  | KÍ Klaksvík   | 03   |
| 3     | Mona Breckman        | AB Argir      | 03   |
| 3     | Elin Maria Isaksen   | AB Argir      | 03   |
| 3     | Marianna H. Jacobsen | HB Tórshavn   | 03   |
| 3     | Ansy Sevdal          | Víkingur Gøta | 03   |
| 3     | Rudi Zachariassen    | HB Tórshavn   | 03   |
| 9     | Hanna I. Højgaard    | Víkingur Gøta | 02   |
| 9     | Sigrid Jacobsen      | KÍ Klaksvík   | 02   |
| 9     | Monika S. Samuelsen  | FC Suðuroy    | 02   |
| 9     | Heidi Sevdal         | Víkingur Gøta | 02   |